# Trichochermes walkeri
Trichochermes walkeri är en insektsart som först beskrevs av W. Foerster 1848.  Trichochermes walkeri ingår i släktet Trichochermes och familjen spetsbladloppor. Arten är reproducerande i Sverige. Inga underarter finns listade i Catalogue of Life.